# Єсун-Тимур (чагатайський хан)
Єсун-Тимур (*Есөнтөмөр, д/н — 1342) — 20-й хан Чагатайського улусу в 1338—1342 роках.

## Життєпис
Походив з династії Чингізидів. Син Ебугена та онук Дуви, хана Чагатайського улусу. Про дату народження й молоді роки замало відомостей. У 1138 році влаштував змову й убив рідного (або зведеного) брата — хана Чанкші. Слідом за цим сам стає володарем держави. Заснував власну ставку на річці Ілі.
Новий хан більше підтримував тенгріанство, спирався на кочові орди та ставив монголів на вищі посади. За нього мусульмани почали зазнавати утисків, що в свою чергу викликало невдоволення у Мавераннахрі. Разом з тим у 1340 році відновив карбування срібних динарів у Алмалику.
За свідченням тогочасних хроністів Єсун-Тимур У 1340 або 1341 році з'їхав з глузду (від провини за вбивство брата). В результаті центральне управління улусом знову було порушено. Цим скористалися суперники: угедеїд Алі-Султан став правити у східний частині, а в Мавераннахрі — Халіл. У 1342 році Єсун-Тимура було вбито, почалася боротьба за трон.